# Montreuil-sur-Mer
Montreuil (Montreuil-sur-Mer) là một xã trong vùng Hauts-de-France, thuộc tỉnh Pas-de-Calais, quận Montreuil-sur-Mer (Unterpräfektur) tổng, tổng Montreuil-sur-Mer (Chef-lieu). Tọa độ địa lý của xã là 50° 27' vĩ độ bắc, 01° 45' kinh độ đông. Montreuil-sur-Mer có điểm thấp nhất là 2 mét và điểm cao nhất là 43 mét. Xã có diện tích 2,85 km², dân số vào thời điểm 1999 là 2428 người; mật độ dân số là 852 người/km².

## Thông tin nhân khẩu
| 1962  | 1968  | 1975  | 1982  | 1990  | 1999  |
| ----- | ----- | ----- | ----- | ----- | ----- |
| 2.920 | 2.944 | 2.840 | 2.753 | 2.450 | 2.428 |

## Các thành phố kết nghĩa
- Rheinberg, Đức